# Ruta lamarmorae
Ruta lamarmorae är en vinruteväxtart som beskrevs av Bacch., Brullo & Giusso. Ruta lamarmorae ingår i släktet vinrutor, och familjen vinruteväxter. Inga underarter finns listade i Catalogue of Life.